# منصور یاواش
منصور یاواش (به ترکی استانبولی: Mansur Yavaş) (متولد ۲۳ مه ۱۹۵۵، بی‌پازاری)، وکیل، سیاستمدار و شهردار آنکارا است. در بین سال‌های ۱۹۹۹–۲۰۰۹ شهردار شهرستان بی‌پازاری بود، در سال ۲۰۰۹، ۲۰۱۴ و ۲۰۱۹ در انتخابات محلی ترکیه برای شهرداری آنکارا نامزد بود که بالاخره توانست در انتخابات سال ۲۰۱۹ از حزب جمهوریخواه خلق شهردار کلانشهر آنکارا انتخاب بشود.

## پیوندها
- وبگاه رسمی
- منصور یاواش در توییتر
- منصور یاواش در فیس‌بوک
- Yavaş ویدئو در یوتیوب
- منصور یاواش در اینستاگرام